# Custodia compartida
La custodia compartida o  tenencia compartida es la situación legal mediante la que, en caso de separación matrimonial o divorcio, ambos progenitores ejercen la custodia legal de sus hijos menores de edad, en igualdad de condiciones, de derechos y deberes sobre ellos. No se debe confundir la custodia o tenencia legal con la patria potestad. En el caso de custodia o tenencia no compartida, y salvo casos excepcionales, los progenitores siguen teniendo los dos la patria potestad sobre los hijos. Este tipo de custodia la establece, en su caso, el juez, en la sentencia que dicte las medidas aplicables a la separación o divorcio.
En Argentina la ley y la jurisprudencia establecen el cuidado compartido de los hijos a partir del nuevo Código Civil y Comercial.
En Chile se sancionó en 2013 la ley Ley 20680.
Un estudio del Instituto Interuniversitario de Estudios de Mujeres y Género (España), sobre la custodia compartida en casos en que la pareja se separa teniendo una mala relación, analiza la repercusión que tales situaciones pueden tener sobre el bienestar de los hijos y concluye que son pocos los casos, en Cataluña, en los que el padre solicita la custodia de sus hijos.
El Movimiento por los derechos de los padres reclama que las leyes apoyen la custodia compartida, y denuncian sesgos que consideran ginocéntricos de muchos Juzgados de Familia, que terminan segregando el ejercicio de la paternidad de la manutención y las visitas. En Uruguay, con el apoyo de fundaciones de padres apartados de sus hijos tras el divorcio, se presentó en el año 2021 un proyecto de ley para afrontar esta situación, con el objetivo de fomentar la "equidad de tiempo" en el cuidado de los hijos, y promover una tenencia compartida entre ambos progenitores.